# Brotulotaenia crassa
Brotulotaenia crassa är en fiskart som beskrevs av Parr, 1934. Brotulotaenia crassa ingår i släktet Brotulotaenia och familjen Ophidiidae. Inga underarter finns listade.